# Вулиця Чигиринська (Черкаси)
Вулиця Чигири́нська — вулиця в Черкасах, яка є головною транзитною вулицею в напрямку Чигирин-Канів, оскільки є частиною автомагістралі Р-10.

## Розташування
Починається від вулиці Благовісної на півночі, є її логічним продовженням. Простягається на 2,9 км на південний схід до вулиці Татинецької, де продовжується як вулиця села Червона Слобода.

## Опис
Вулиця широка, нагадує проспект. Має по 2 смуги руху в кожному напрямку. Від початку й до заводу «Аврора» прокладено тролейбусні лінії. Були плани проведення тролейбусу й до села Червона Слобода, але головною причиною призупинення стала залізниця до силікатного заводу. Перша половина і тільки з правої сторони — житлові масиви. Всі інші забудови, то промислові підприємства.

## Походження назви
Вулиця була виділена в окрему з вулиці Жовтневої 1982 року і стала називатись вулиця 60-річчя СРСР. 1992 року вона була перейменована в Чигиринську, позаяк є початком дороги, що прямує з Черкас до Чигирина. Подібний принцип назовництва таких вулиць-доріг є здавна традиційним для всіх слов'янських народів, включно українців.

## Будівлі
По вулиці розташовуються підприємства «Аврора», «Хімреактив», консервний комбінат «Верес», кондитерська фабрика «Світ ласощів», хлібокомбінат № 1 «Формула смаку», асфальтний завод, ДОК, автомобільний завод «Богдан» та інші дрібні, а також пожежна станція.

Черкаський хлібокомбінат № , вул. Чигиринська, 7 (січень 2010)
Черкаська меблева фабрика, вул. Чигиринська, 11 (січень 2010)